# TM Wissen
TM Wissen (kurz für Terra Mater Wissen, 2018–2024: P.M. Wissen) ist eine seit 2018 wöchentlich ausgestrahlte Wissenssendung des österreichischen Privatsenders ServusTV.

## Ausstrahlung

Logo des Vorgängers P.M. Wissen

Alternatives Logo während den Beiträgen

Moderiert wird die Sendung vom Astrobiologen Gernot Grömer, der auch der Vorsitzende des Österreichischen Weltraum Forums ist. Das Wissensmagazin entstand zunächst unter dem Namen P.M. Wissen in Kooperation mit dem Pressehaus Gruner+Jahr. Die Sendung wurde zum 31. März 2024 in TM Wissen umbenannt, damit endete auch die Kooperation mit Gruner+Jahr. In Österreich lief die Sendung zunächst mittwochs um 20.15 Uhr, in Deutschland wurde die Sendung bis zur Einstellung des deutschen ServusTV-Ablegers mittwochs um 21.15 Uhr ausgestrahlt. Seit dem 15. Januar 2025 läuf die Sendung mittwochs um 21.15 Uhr auf Servus TV. Eine Folge dauert 60 Minuten brutto.

## Themen
TM Wissen besteht aus mehreren Beiträgen aus den Bereichen Technik, Natur, Medizin, Raumfahrt und Gesellschaft. Die Magazinbeiträge werden ergänzt durch Kurzrubriken wie „Ruckzuck zum Experten in 2 Minuten“, Redewendungen oder Superzeitlupe. Im Studio kommen auch Augmented Reality Elemente zum Einsatz. Produziert wird TM Wissen von Terra Mater Studios, Wien. (Bis August 2024 von Bilderfest GmbH in München).
Bis zur Neuausrichtung 2024 wurden Themen aus dem aktuellen P.M.-Heft aufgegriffen, für das Fernsehen aufbereitet und exklusiv bei ServusTV ausgestrahlt.
- TM Wissen bei Fernsehserien.de
- TM Wissen (2013–2016) bei Fernsehserien.de
- P.M. Wissen bei Fernsehserien.de